# Der Nekar

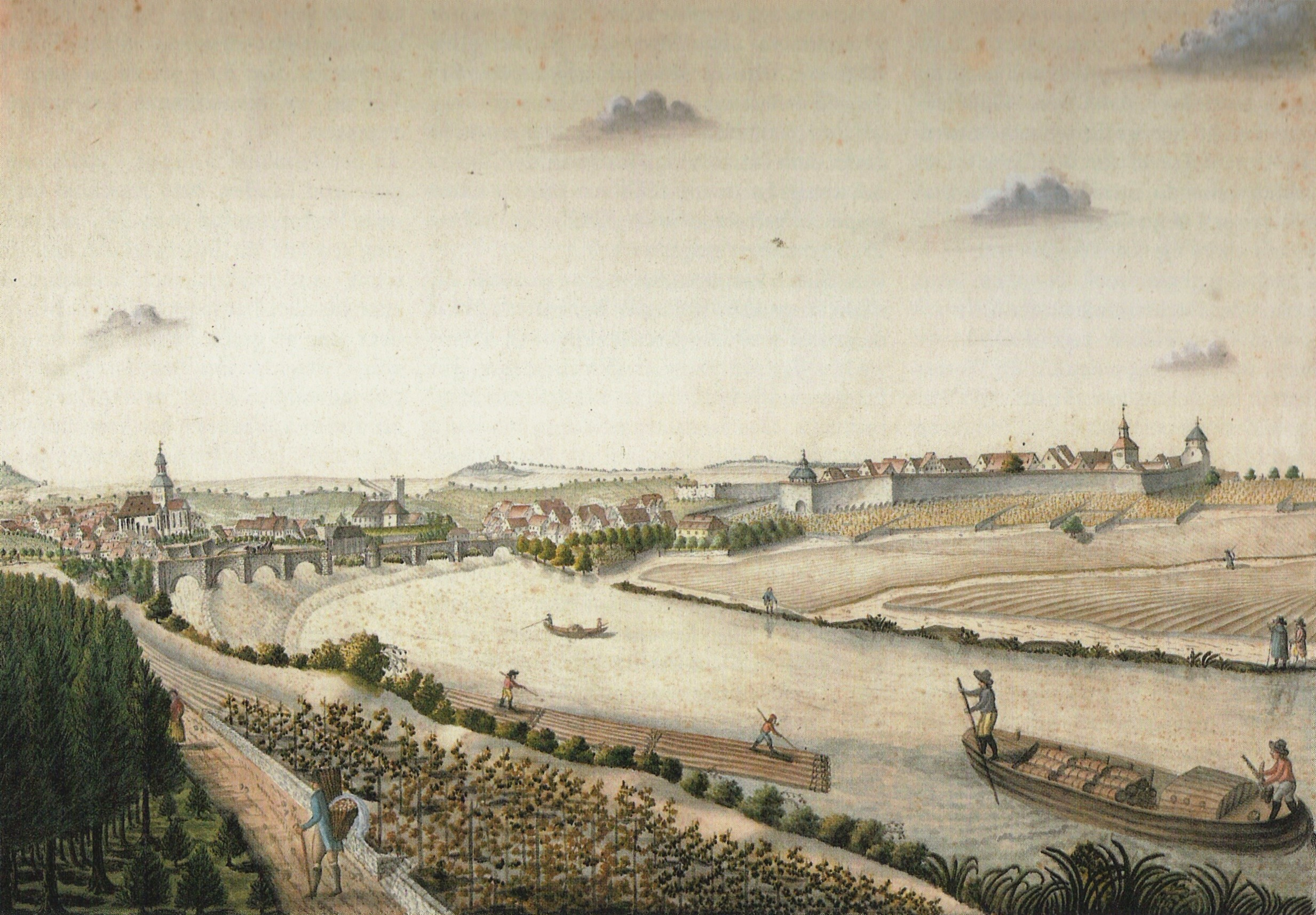
Lauffen am Neckar um 1800

Der Nekar ist eine Ode von Friedrich Hölderlin. 1770 in Lauffen am Neckar geboren, zog er nach dem Tod des Vaters bei der Wiederheirat der Mutter mit ihr, seiner Schwester Maria Eleonora Heinrike (geb. 1772) und dem Stiefvater Johann Christoph Gok 1774 nach Nürtingen. Dort verbrachte er den größten Teil seiner Kindheit, bis er 1788 in das Tübinger Stift eintrat. So war der Neckar, an dem auch Nürtingen und Tübingen liegen, der Fluss seiner Kindheit und Jugend.
Zu Der Nekar gibt es ein Der Main betiteltes Vorläufergedicht. Die beiden sind in Entstehung, Form und Gehalt eng verwandt und hier nebeneinander wiedergegeben.

## Entstehung und Überlieferung
Im Herbst 1798 hatte Hölderlin nach dem Bruch mit Jakob Friedrich Gontard-Borkenstein (1764–1843) Frankfurt am Main verlassen und lebte seitdem  auf den Rat seines Freundes Isaac von Sinclair im nahen Homburg. Am 8. Mai 1800 traf er Susette Gontard, seine Diotima, zum letzten Mal. Mitte Juni wanderte er über Nürtingen, wo die Mutter und die Schwester lebten, nach Stuttgart. Dort wohnte er bei dem befreundeten Kaufmann Christian Landauer (1769–1845). Im Januar 1801 trat er eine weitere Hofmeisterstelle bei dem Leinenfabrikanten Anton von Gonzenbach (1748–1819) in Hauptwil in der Schweiz an, kehrte aber schon Anfang April nach Nürtingen zurück.

Die Drucke
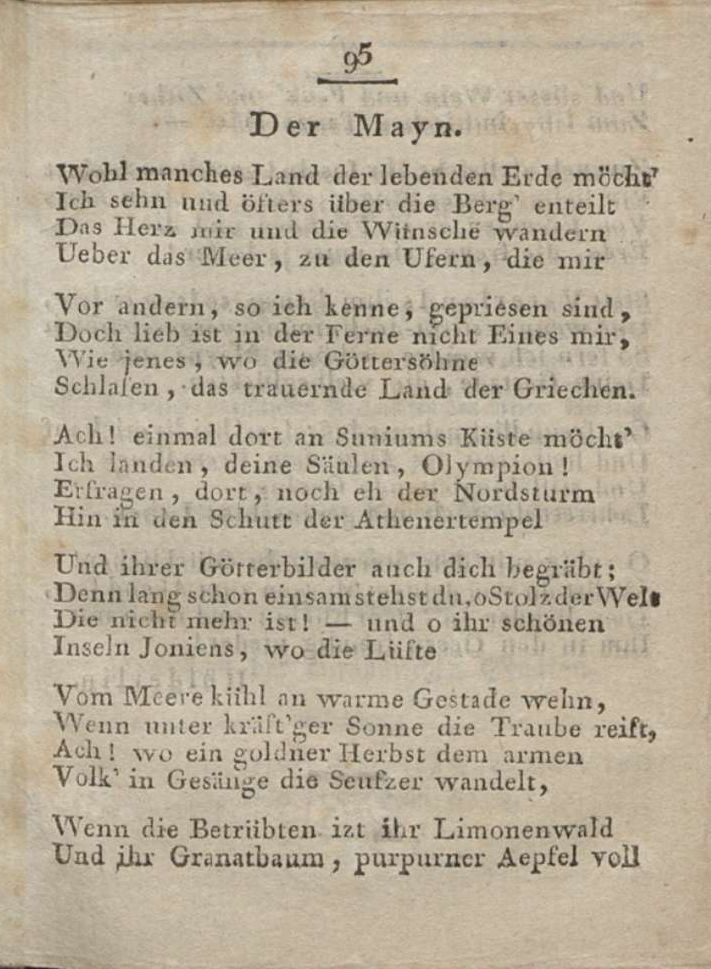
Brittischer Damenkalender: Der Main Anfang
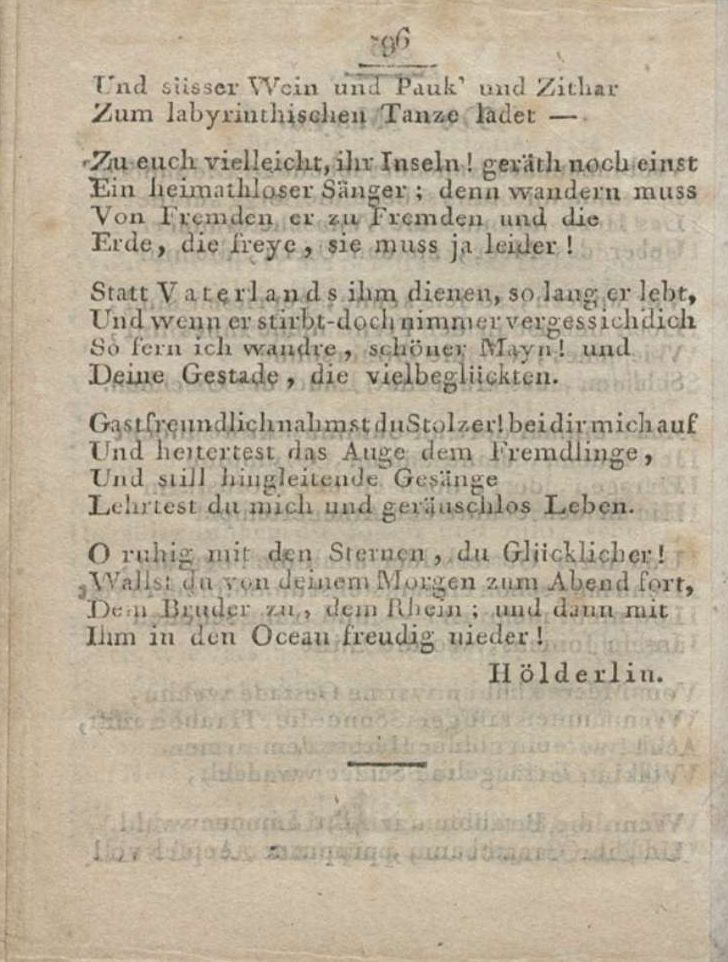
Brittischer Damenkalender: Der Main Ende
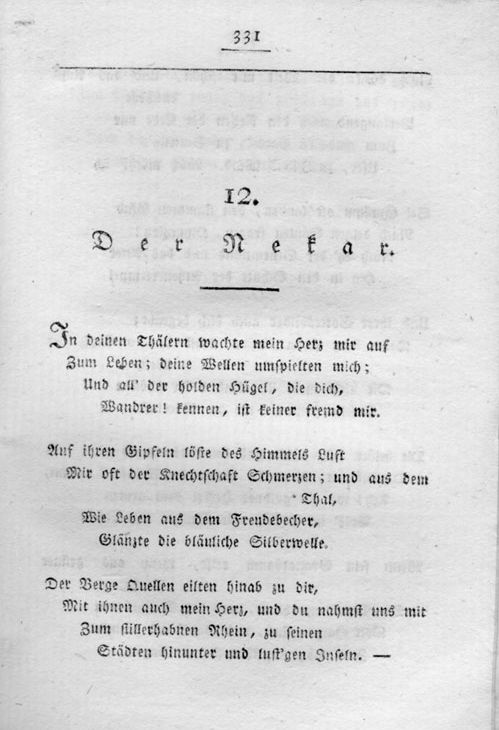
Aglaia: Der Nekar Anfang
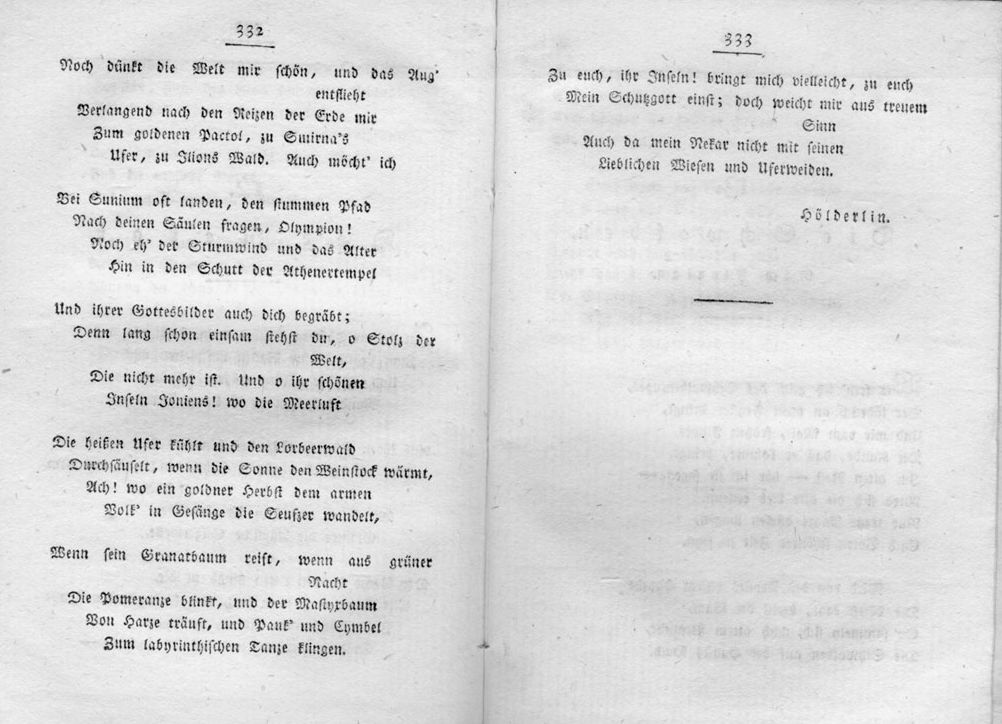
Aglaia: Der Nekar Ende

In Frankfurt hatte Hölderlin die Meisterschaft der Odendichtung errungen. In Homburg entstand die Ode Der Main, die zehnstrophig zusammen mit den wohl kurz danach verfassten Oden Des Morgens und Abendphantasie im Brittischen Damenkalender und Taschenbuch für das Jahr Achtzehnhundert veröffentlicht wurde. In einem in der Württembergischen Landesbibliothek Stuttgart aufbewahrten Entwurf, Signatur „Homburg.H,23“, in dem die beiden letzten Strophen fehlen, hat Hölderlin die ursprüngliche Überschrift Der Nekar zu Der Main korrigiert. 
In Nürtingen oder Stuttgart nahm er sich das Gedicht wieder vor und arbeitete es zu einer nun wieder Der Nekar überschriebenen neunstrophigen Fassung um. Sie erschien in der Zeitschrift Aglaia. Jahrbuch für Frauenzimmer auf 1801. Das Aglaia-Jahrbuch enthielt außerdem Hölderlins Gedichte Die Götter, Heidelberg und Empedokles. Ebendiese vier Gedichte schrieb Hölderlin außerdem in einem Manuskript, das ebenfalls in der Württembergischen Landesbibliothek in Stuttgart aufbewahrt wird, Signatur „Homburg.H,21-22“, ins Reine. Die Beziehung zwischen dem Aglaia-Druck und „Homburg.H,21-22“ ist nicht sicher. Eine Hypothese lautet, Hölderlin habe die Gedichte aus Aglaia noch einmal kopiert, vielleicht für eine erhoffte Gesamtausgabe seiner Werke.

Die Manuskripte
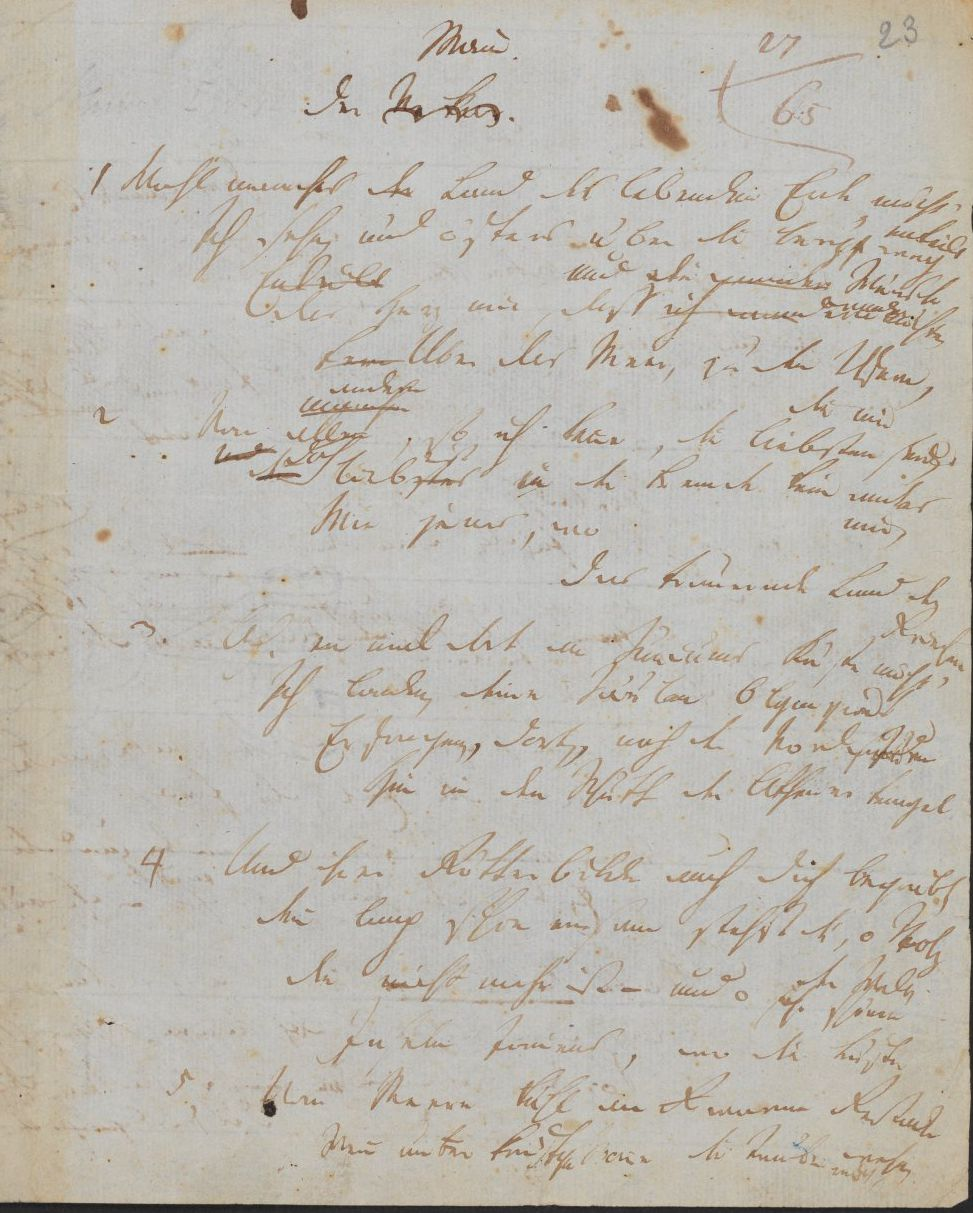
Der Main Anfang
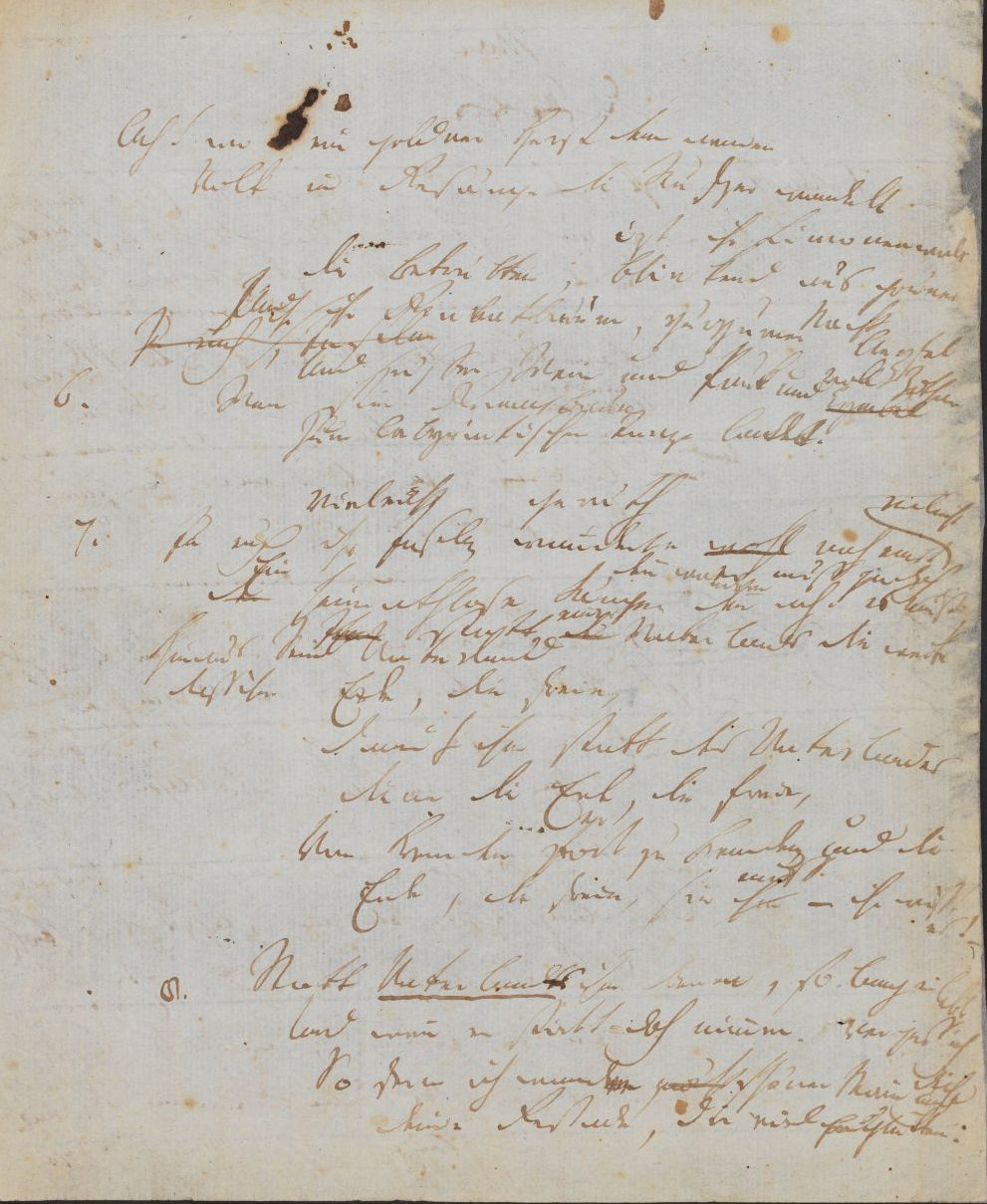
Der Main Ende
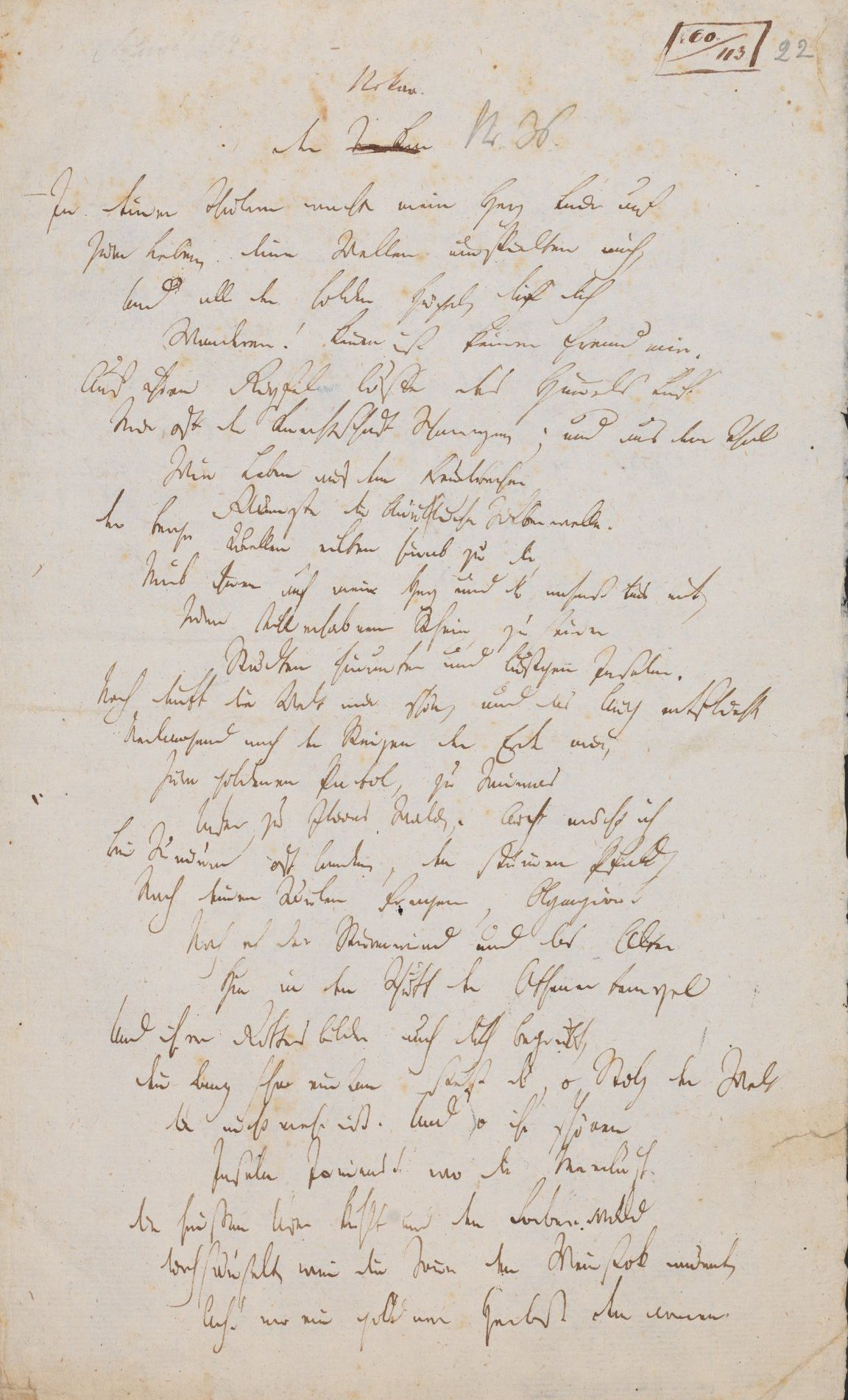
Der Nekar Anfang
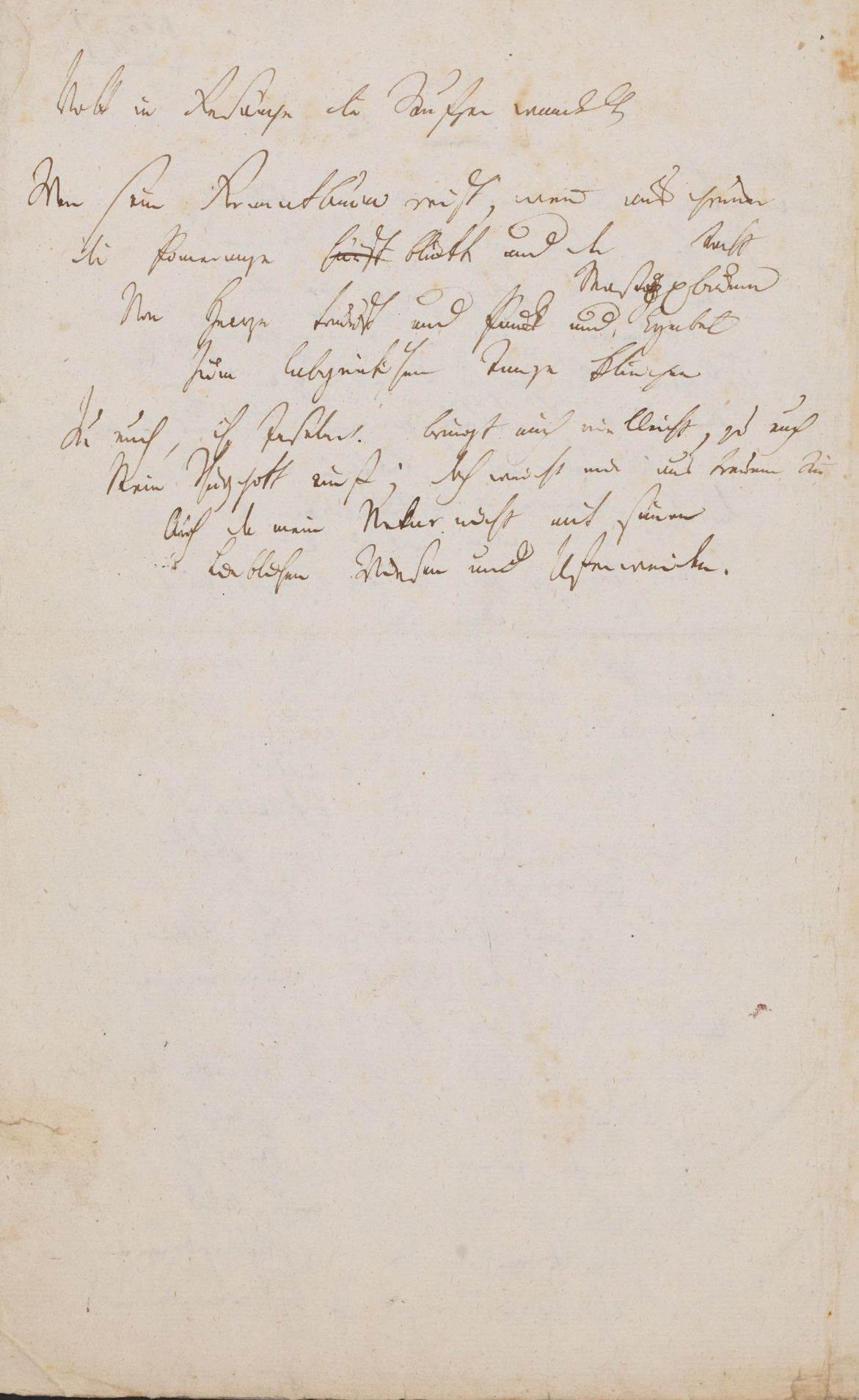
Der Nekar Ende

In diesem Artikel wird Hölderlin, wenn nicht anders angegeben, nach der von Fredrich Beissner, Adolf Beck und Ute Oelmann (* 1949) herausgegebenen historisch-kritischen Stuttgarter Ausgabe zitiert. Der Main und Der Nekar sind dort mit den Brittischer Damenkalender- und Aglaia-Fassungen identisch, ausgenommen die Interpunktion und einige für Hölderlins nicht erhaltene Druckvorlagen vermutete Schreibungen wie – bei Der Nekar – „Wanderer“, „Weinstok“, „labyrintischen“ und „Schuzgott“ (Aglaia-Druck „Wandrer – Weinstock – labyrinthischen – Schutzgott“). Die von Dietrich Sattler herausgegebene historisch-kritische Frankfurter Ausgabe und die „Leseausgaben“ von Michael Kaupp, Gerhard Kurz und Wolfgang Braungart sowie Jochen Schmidt haben wieder etwas abweichende Fassungen.

## Texte
Der Main

Wohl manches Land der lebenden Erde möcht’

Ich sehn, und öfters über die Berg’ enteilt

Das Herz mir, und die Wünsche wandern

Über das Meer, zu den Ufern, die mir

Vor andern, so ich kenne, gepriesen sind;

Doch lieb ist in der Ferne nicht Eines mir,

Wie jenes, wo die Göttersöhne

Schlafen, das trauernde Land der Griechen.

Ach! einmal dort an Suniums Küste möcht’

Ich landen, deine Säulen, Olympion!

Erfragen, dort, noch eh der Nordsturm

Hin in den Schutt der Athenertempel

Und ihrer Götterbilder auch dich begräbt;

Denn lang schon einsam stehst du, o Stolz der Welt,

Die nicht mehr ist! – und o ihr schönen

Inseln Ioniens, wo die Lüfte

Vom Meere kühl an warme Gestade wehn,

Wenn unter kräft’ger Sonne die Traube reift,

Ach! wo ein goldner Herbst dem armen

Volk in Gesänge die Seufzer wandelt,

Wenn die Betrübten izt ihr Limonenwald

Und ihr Granatbaum, purpurner Äpfel voll

Und süßer Wein und Pauk’ und Zithar

Zum labyrintischen Tanze ladet –

Zu euch vielleicht, ihr Inseln! geräth noch einst

Ein heimathloser Sänger; denn wandern muß

Von Fremden er zu Fremden, und die

Erde, die freie, sie muß ja leider!

Statt Vaterlands ihm dienen, so lang er lebt,

Und wenn er stirbt – doch nimmer vergeß ich dich,

So fern ich wandre, schöner Main! und

Deine Gestade, die vielbeglükten.

Gastfreundlich nahmst du, Stolzer! bei dir mich auf

Und heitertest das Auge dem Fremdlinge,

Und still hingleitende Gesänge

Lehrtest du mich und geräuschlos Leben.

O ruhig mit den Sternen, du Glüklicher!

Wallst du von deinem Morgen zum Abend fort,

Dem Bruder zu, dem Rhein; und dann mit

Ihm in den Ozean freudig nieder!

Der Nekar

In deinen Thälern wachte mein Herz mir auf

Zum Leben, deine Wellen umspielten mich,

Und all der holden Hügel, die dich

Wanderer! kennen, ist keiner fremd mir.

Auf ihren Gipfeln löste des Himmels Luft

Mir oft der Knechtschaft Schmerzen; und aus dem Thal,

Wie Leben aus dem Freudebecher

Glänzte die bläuliche Silberwelle.

Der Berge Quellen eilten hinab zu dir,

Mit ihnen auch mein Herz und du nahmst uns mit,

Zum stillerhabnen Rhein, zu seinen

Städten hinunter und lustgen Inseln.

Noch dünkt die Welt mir schön, und das Aug entflieht

Verlangend nach den Reizen der Erde mir,

Zum goldenen Paktol, zu Smirnas

Ufer, zu Ilions Wald. Auch möcht ich

Bei Sunium oft landen, den stummen Pfad

Nach deinen Säulen fragen, Olympion!

noch eh der Sturmwind und das Alter

Hin in den Schutt der Athenertempel

Und ihrer Gottesbilder auch dich begräbt,

Denn lang schon einsam stehst du, o Stolz der Welt,

Die nicht mehr ist. Und o ihr schönen

Inseln Ioniens! wo die Meerluft

Die heißen Ufer kühlt und den Lorbeerwald

Durchsäuselt, wenn die Sonne den Weinstock wärmt,

Ach! wo ein goldner Herbst dem armen

Volk in Gesänge die Seufzer wandelt,

Wenn sein Granatbaum reift, wenn aus grüner Nacht

Die Pomeranze blinkt, und der Mastyxbaum

Von Harze träuft und Pauk und Cymbel

Zum labyrintischen Tanze klingen.

Zu euch, ihr Inseln! bringt mich vielleicht, zu euch

Mein Schuzgott einst; doch weicht mir aus treuem Sinn

Auch da mein Nekar nicht mit seinen

Lieblichen Wiesen und Uferweiden.

## Interpretation
Die Verwandtschaft der beiden Gedichte erstreckt sich nächst der Entstehung auf die Form; beide sind in alkäischem Versmaß geschrieben. Sie erstreckt sich schließlich auf den Gehalt. Hauptmerkmal beider Oden ist, dass sie, obwohl nach deutschen Flüssen benannt, weniger die deutsche als die griechische Landschaft beschwören. „In Betrachtung der heimatlichen Täler imaginiert das Subjekt Griechenland als seine ideale Heimat.“ Im Einzelnen wird die Dialektik von Heimat und Fremde verschieden gestaltet.
In der ersten Strophe von Der Main wird der Wunsch über „Berg’“ und „Meer“ hinweg knapp erwähnt und in der zweiten Strophe gleich das „Land der Griechen“ aufgerufen. Beim „Nekar“ verweilt der Dichter drei Strophen lang, erinnert an seine „Wellen“, die „holden Hügel“, die „bläuliche Silberwelle“, „der Berge Quellen“ und die Mündung in den „stillerhabnen Rhein“, um dann in der vierten Strophe, ohne die Griechen beim Namen zu nennen, mit dem „goldenen Paktol (Vers 15)“, dem als goldreich geltenden kleinasiatischen Fluss Paktolos, mit „Smirnas Ufer“, dem Ufer des antiken Smyrna, heutigen Izmir, und mit „Ilions Wald“, dem Wald um Troja, zur idealen Heimat überzuleiten. 
Die folgenden Strophen, drei bis sechs von Der Main und fünf bis acht von Der Nekar, sind sehr ähnlich, streckenweise sogar identisch. Sie evozieren mit einer dichten Nennung von Konkretem Griechenland: „Sunium“, Kap Sunion; „Olympion“, das Olympieion, der Zeustempel in Athen, von dem noch eine Reihe riesiger „Säulen“ steht; die „schönen Inseln Ioniens“, die von den Griechen kolonisierten Inseln des ägäischen Meeres; das „warme Gestade“, die „heißen Ufer“ und die kühle Meerluft; das arme Volk, arm, weil zu Hölderlins Zeit unter osmanischer Herrschaft stehend; die Nutzpflanzen, nämlich der „Lorbeerwald“, der „Weinstok“ und seine „Traube“, der „Limonenwald“, die „Pomeranze“, der „Granatbaum“, der „Mastyxbaum“, der „von Harze träuft“, das ist der Mastixstrauch mit seinem Harz, dem Mastix; „ein goldner Herbst“ der Ernte; „Pauk’ und Zithar“ oder „Pauk und Cymbel“ und der labyrinthische Tanz, die „zu den orgiastischen Kulten Kleinasiens“ gehörten.
Dem Höhepunkt von goldenem Herbst, Musik und Fest folgt die Besinnung des lyrischen Ichs auf sich selbst, die wieder verschieden konturiert ist. In Der Main erkennt sich das Ich als „heimathloser Sänger“ (Vers 26), der „Von Fremden <...> zu Fremden wandern muß“, ohne Vaterland, „d. h. ohne die Gemeinschaft, die im griechischen Ideal vorgestellt worden war“. Der Gedanke an den Tod drängt sich auf „Und wenn er stirbt – “ (Vers 30), wird aber – der Dichter fällt sich selbst ins Wort – abgebrochen, und das Gedicht wendet sich der Erinnerung an den Fluss zu, der erst jetzt genannt wird (Vers 31),  wo Hölderlin von 1796 bis 1798 im Haus Susette Gontards lebte. In Der Nekar bleibt die Besinnung des Ich schmerzfrei, und anstrengungsfrei kehrt der Gedanke an den Anfang zurück, zum Fluss, der erst jetzt genannt wird, mit seinen „Lieblichen Wiesen und Uferweiden.“
Insgesamt vollziehen beide Gedichte eine Wendung der Sehnsucht von der deutschen Landschaft hin nach Griechenland – „möcht’ / Ich“ in Der Main Vers 1–2 sowie 9–10, „möcht ich“ in Der Nekar Vers 16 – und zurück zu den Flüssen der Heimat – „doch nimmer vergeß ich dich, / So fern ich wandre, schöner Main!“, „doch weicht mir aus treuem Sinn / Auch da mein Nekar nicht“.

Griechische Realien hatte Hölderlin ähnlich in seinem kurz vorher vollendeten Briefroman Hyperion geschildert:

„Auch denk’ ich gerne meiner Wanderung durch die Gegenden von Smyrna. Es ist ein herrlich Land, und ich habe tausendmal mir Flügel gewünscht, um des Jahres Einmal nach Kleinasien zu fliegen.
Aus der Ebne von Sardes kam ich durch die Felsenwände des Tmolos herauf.
Ich hatt’ am Fuße des Bergs übernachtet in einer freundlichen Hütte, unter Myrthen, unter den Düften des Ladanstrauchs, wo in der goldnen Fluth des Pactolus die Schwäne mir zur Seite spielten.“